# Barevo (Jezero)
Barevo (szerbül: Барево) falu Bosznia-Hercegovinában, Bosanska krajina területén, a Szerb Köztársaságban, Jezero községben. Barevo településnek a Szerb Köztársasághoz került része.

## Fekvése
Bosznia-Hercegovina közép-nyugati részén, Banja Lukától légvonalban 41, közúton 61 km-re délre, községközpontjától légvonalban 7, közúton 28 km-re északkeletre fekvő erdős, hegyvidéki területen található. Tengerszint feletti magassága 800 méter körüli.

## Népessége
| Nemzetiségi csoport | Népesség 1991 | Népesség 2013 |
| ------------------- | ------------- | ------------- |
| Szerb               | 157           | 0             |
| Bosnyák             | 517           | 0             |
| Horvát              | 927           | 5             |
| Jugoszláv           | 5             | 0             |
| Egyéb               | 10            | 0             |
| Összesen            | 1616          | 5             |

## Története
A település 1878-ig tartozott az Oszmán Birodalomhoz, majd az Osztrák-Magyar Monarchia része lett. 1879-ben az első osztrák-magyar népszámlálás során Barevo önálló község volt, mely Barevo, Brdljani, Mačković, Mahala és Šenik településekből állt. A községben 976 lakost számláltak, melyből 627 katolikus horvát, 317 muszlim és 32 ortodox szerb volt. Ezen belül Barevo faluban 22 ház állt 213 horvát lakossal. 1910-ben a Barevóhoz tartozó településeken (Brdo, Brgljani, Dubrave, Gladovići, Klimenta, Mačkovica, Mahala, Peratovci, Prudi és Pšenik) 206 házat, 152 ortodox szerb, 480 muszlim és 762 katolikus lakost találtak. A monarchia szétesésével 1918-ben előbb a Szerb-Horvát-Szlovén Királyság, majd 1929-től a Jugoszláv Királyság része. 1921-ben Barevo községnek összesen 210 háza és 1323 lakosa volt. Jugoszlávia megszállása után a falu a Független Horvát Állam (NDH) része lett. 1945-től a település a szocialista Jugoszlávia része volt. A településen az 1991-es népszámlálás adatai szerint 1616-an éltek. A Bosznia-Hercegovinában zajló polgárháború idején a falu a Boszniai Szerb Köztársaság része volt. A háború előtt Jajca községhez tartozott. A háború végén, 1995-ben a Horvát Köztársaság fegyveres ereje foglalta el a boszniai szerb erőktől, szerb lakossága nagyrészt elmenekült. A daytoni békeszerződés aláírása után a két entitás közötti demarkációs vonal a nyugati részét, mely a teljes területnek ötödrészét tette ki, elválasztotta Jajcától és a Szerb Köztársaság területéhez került. A Szerb Köztársaság Nemzetgyűlésének 1996. júniusi határozatával megalapították Jezero községet, melynek a része lett.